# Liste der Einträge im National Register of Historic Places im Hamilton County (Illinois)

Lage des Hamilton County in Illinois

Die Liste der Einträge im National Register of Historic Places im Hamilton County in Illinois führt alle Bauwerke und historischen Stätten im Hamilton County auf, die in das National Register of Historic Places aufgenommen wurden.
| [ 2 ] | Name                                     | Bild                                     | Eintragsdatum        | Lage                                                      | Ort         | Beschreibung |
| ----- | ---------------------------------------- | ---------------------------------------- | -------------------- | --------------------------------------------------------- | ----------- | ------------ |
| 1     | Cloud State Bank                         | Cloud State Bank                         | 1978 ID-Nr. 78001149 | 108 South Washington Street 38° 5′ 35,6″ N, 88° 32′ 12″ W | McLeansboro |              |
| 2     | Aaron G. Cloud House                     | Aaron G. Cloud House                     | 1978 ID-Nr. 78001150 | 164 South Washington Street 38° 5′ 35″ N, 88° 32′ 12″ W   | McLeansboro |              |
| 3     | Chalon Guard and Emma Blades Cloud House | Chalon Guard and Emma Blades Cloud House | 2009 ID-Nr. 09000026 | 300 South Washington Street 38° 5′ 29,4″ N, 88° 32′ 13″ W | McLeansboro |              |
| 4     | St. James Episcopal Church               | St. James Episcopal Church               | 1995 ID-Nr. 94001602 | 111 North Pearl Street 38° 5′ 42″ N, 88° 32′ 16″ W        | McLeansboro |              |